# Велька Доліна
Велька Доліна (словац. Veľká Dolina) — село, громада округу Нітра, Нітранський край. Кадастрова площа громади — 11.69 км².
Населення 687 осіб (станом на 31 грудня 2018 року).

## Історія
Велька Доліна згадується 1721 року.

## Населення
| Рік:            | 1994. | 2004.   | 2014.    | 2024.   |
| --------------- | ----- | ------- | -------- | ------- |
| Кількість осіб: | 569   | 606     | 677      | 718     |
| Різниця:        |       | +6,50 % | +11,71 % | +6,05 % |

| Рік:            | 2023. | 2024.   |
| --------------- | ----- | ------- |
| Кількість осіб: | 726   | 718     |
| Різниця:        |       | -1,10 % |